# Cantone di Valenciennes
Il Cantone di Valenciennes è una divisione amministrativa dell'Arrondissement di Valenciennes.
È stato costituito a seguito della riforma approvata con decreto del 17 febbraio 2014, che ha avuto attuazione dopo le elezioni dipartimentali del 2015.

## Composizione
Comprende i 2 comuni di Saint-Saulve e Valenciennes.